# Беер-ель-Ахмар
Беер-ель-Ахмар (араб. بئر الأحمر) — місто в Тунісі. Входить до складу вілаєту Татауїн. Знаходиться за 15 км від міста Татауїн. Станом на 2004 рік тут проживало 8 418 осіб.